# 達的
达德（？—1381年），又作达的，元朝末年官员，蒙古人。
达德担任云南等处行中书省左丞。1381年（北元天元四年、明太祖洪武十四年），明朝大军在傅友德、沐英率领下攻入云南，梁王把匝剌瓦尔密让达德和右丞驴儿给他取毒药服用而死。驴儿、达德号恸不止，达德上吊自杀。《新元史》把驴儿、达德当作一个人。